# Isu
Isu je bio egipatski princ 4. dinastije, sin krunskog princa Nefermaata i njegove žene Itet, te unuk faraona Snofrua. Prikazan je kao odrastao čovjek u grobnici svojih roditelja u Meidumu.